# Аучу-багатур
Аучу-багатур (монг. Аучу баатар) — нойон из монгольского племени тайджиут, живший во второй половине XII — начале XIII века.
«Багатур» — эпитет, который средневековые монголы присваивали выдающимся воинам. В «Сборнике летописей» Рашид ад-Дина Аучу носит имя Анку-Хакучу, переводимое персидским историком как «обладатель многочисленной свитой». 
Точное родство Аучу-багатура доподлинно не установлено. Согласно «Юань ши», он был внуком хана Амбагая и братом двух других видных тайджиутских нойонов — Таргутай-Кирилтуха и Ходон-Орчана. К двоюродным братьям Таргутай-Кирилтуха Аучу относил и Рашид ад-Дин. Японский исследователь Масацугу Мураками полагал, что Аучу мог быть одним из десяти сыновей Амбагая. 
Во второй половине XII века тайджиутские вожди претендовали на главенство среди монгольских племён. После смерти вождя борджигинов Есугея тайджиуты в течение долгого времени преследовали его семью, особенно старшего сына и законного наследника Тэмуджина. Поначалу тайджиуты делали это в одиночку, однако впоследствии стали поддерживать многочисленных врагов Тэмуджина, в частности его бывшего побратима Джамуху. Это привело к тому, что в 1200 или 1201 году Тэмуджин, уже укрепивший свои позиции и (вероятно) принявший титул Чингисхана, с большим войском выступил против неприятелей. Обе армии встретились в урочище Койтен. В этом сражении, по имеющимся сведениям, Аучу возглавлял один из передовых отрядов, но после поражения конфедерации покинул Джамуху и, встав лагерем на берегу Онона, приготовился к обороне. Однако армия Чингисхана вновь одержала победу, и большая часть тайджиутов была перебита; некоторые попали в плен или добровольно сдались в услужение.    
Дальнейшая судьба Аучу-багатура складывается по-разному в зависимости от источника. Так, согласно «Сокровенному сказанию», он погиб во время повторной атаки Тэмуджина на тайджиутов, причём убиты были не только сам нойон, но и его родственники вплоть до детей и внуков. Версию о том, что Аучу удалось спастись, выдвигают «Юань ши», а следом за ней — Рашид ад-Дин (последний называет даже конкретную местность, где скрылся тайджиутский нойон — Баргуджин-Токум в Южной Сибири). В китайских хрониках последние сообщения об Аучу-багатуре относятся к 1202 году. 

## Образ
- «Жестокий век» — исторический роман И. К. Калашникова (1978);
- «Повелитель Вселенной» — роман американской писательницы Памелы Сарджент. По сюжету книги Аучу-багатур является сыном Таргутай-Кирилтуха[10].